# گاریز سفلی
گاریز سفلی روستایی در دهستان گاریزات بخش گاریزات شهرستان تفت استان یزد ایران است.

## جمعیت
بر پایه سرشماری عمومی نفوس و مسکن در سال ۱۳۹۵ جمعیت این روستا ۸۴ نفر (۳۶خانوار) بوده‌است.